# Racibor Bogusławowic
Racibor Bogusławowic (ur. w okr. 1150–1156, zm. 14 lub 15 stycznia 1183) – najstarszy syn księcia pomorskiego i szczecińskiego Bogusława I oraz jego pierwszej żony Walpurgi; zięć Mieszka III Starego.

## Racibor w źródłach
Data jego ślubu z córką księcia wielkopolskiego Mieszka III (przypuszcza się, że nosiła imię Salomea) jest nieznana. Doszło do niego najprawdopodobniej w latach 1173–1174, za czasów pierwszego pryncypatu księcia piastowskiego. Z mariażu pochodziło przypuszczalnie dwoje dzieci Bogusław I Raciborowic oraz Dobrosława ze Sławna, którzy w nauce czasem są identyfikowani z Bogusławem II oraz Dobrosławą pomorską, dziećmi Bogusława I lub z innymi filiacjami Raciborów, które są przez badaczy odrzucane.
Racibor zmarł jeszcze za życia ojca i został pochowany w kościele benedyktynów w Słupi nad Pianą.
W ostatnich latach pojawiły się przypuszczenia, że Racibor Bogusławowic może być tożsamy z Raciborem II, domniemanym księciem sławieńskim lub, ewentualnie, że był protoplastą tamtejszej dynastii. Dyskusyjna jest jednak sprawa wydzielenia synowi dzielnicy jeszcze za życia ojca. Pod datą 18 maja 1183 w Nekrologu lubińskim zanotowano komemorację księcia Racibora (łac. Ratiborus dux), co może wskazywać na panowanie Racibora w ziemi sławieńskiej. Nota nekrologu lubińskiego jest jednak zagadkowa, gdyż w roczniku klasztoru kołbackiego, z którego znana jest data śmierci Racibora – nie jest on tytułowany księciem.

## Genealogia
| Warcisław I ur. ok. 1091 zm. najp. 9 VIII 1135 | Warcisław I ur. ok. 1091 zm. najp. 9 VIII 1135 |                                           |                                           | Heila (Helena)? ur. ? zm. 1128 | Heila (Helena)? ur. ? zm. 1128 |  |  | NN ur. ? zm. ? | NN ur. ? zm. ? |                               |                               | NN ur. ? zm. ? | NN ur. ? zm. ? |
|                                                |                                                |                                           |                                           |                                |                                |  |  |                |                |                               |                               |                |                |
|                                                |                                                |                                           |                                           |                                |                                |  |  |                |                |                               |                               |                |                |
|                                                |                                                | Bogusław I ur. najp. 1127 zm. 18 III 1187 | Bogusław I ur. najp. 1127 zm. 18 III 1187 |                                |                                |  |  |                |                | Walpurga ur. ? zm. p. IV 1177 | Walpurga ur. ? zm. p. IV 1177 |                |                |
|                                                |                                                |                                           |                                           |                                |                                |  |  |                |                |                               |                               |                |                |
|                                                |                                                |                                           |                                           |                                |                                |  |  |                |                |                               |                               |                |                |
|                                                |                                                |                                           |                                           |                                |                                |  |  |                |                |                               |                               |                |                |

|                                                 |                                                 | Salomea? ur. w okr. 1162–1164 zm. 11 V po 1183 OO 1173–1174 | Salomea? ur. w okr. 1162–1164 zm. 11 V po 1183 OO 1173–1174 | Racibor Bogusławowic (ur. w okr. 1150–1156 zm. 14 lub 15 I 1183) | Racibor Bogusławowic (ur. w okr. 1150–1156 zm. 14 lub 15 I 1183) |  |  |  |  |
|                                                 |                                                 |                                                             |                                                             |                                                                  |                                                                  |  |  |  |  |
|                                                 |                                                 |                                                             |                                                             |                                                                  |                                                                  |  |  |  |  |
|                                                 |                                                 |                                                             |                                                             |                                                                  |                                                                  |  |  |  |  |
| Bogusław I Raciborowic? ur. najp. 1183 zm. 1238 | Bogusław I Raciborowic? ur. najp. 1183 zm. 1238 | Dobrosława ze Sławna? ur. w okr. 1175–1183 zm. 1223         | Dobrosława ze Sławna? ur. w okr. 1175–1183 zm. 1223         |                                                                  |                                                                  |  |  |  |  |